# 1956 في إيطاليا
فيما يلي قوائم الأحداث التي وقعت خلال عام 1956 في إيطاليا.

## أحداث
- 26 يناير – الألعاب الأولمبية الشتوية 1956

## سياسة

### تعيين في المنصب
- 23 يناير – إنريكو دي نيكولا رئيس المحكمة  الدستورية في إيطاليا [الإنجليزية]‏.

## أفلام
من الأفلام التي صدرت هذه السنة في إيطاليا:
- 1 يناير – الحرب والسلام من إخراج كينج فيدور.
- 1 يناير – هيلين الطروادية من إخراج راؤل والش، سرجيو ليون، روبرت وايز.
- 17 أكتوبر – حول العالم في 80 يوما من إخراج مايكل أندرسون (مخرج أفلام)، جون فارو.

## كتب
من الكتب التي صدرت هذه السنة في إيطاليا:
- 1 يناير – نهر الخاراما من تأليف رافائيل سانشيث فيرلوسيو.

## مواليد

### يناير
- 1 يناير – ماريا براكيو

### مايو
- 27 مايو – جيوزبي تورنتوري

### أغسطس
- 2 أغسطس – فولفيو ميليا فيزيائي أمريكي.
- 24 أغسطس – دييجو بينوكيو رائد أعمال إيطالي.

### سبتمبر
- 12 سبتمبر – جيراردو جيانيتا لاعب كرة قدم فرنسي.
- 23 سبتمبر – باولو روسي لاعب كرة قدم إيطالي.
- 25 سبتمبر – سالفاتوري باني لاعب كرة قدم إيطالي.

### أكتوبر
- 19 أكتوبر – كارلو أورباني طبيب إيطالي.

### نوفمبر
- 27 نوفمبر – ليونيلو مانفريدونيا لاعب كرة قدم إيطالي.

### ديسمبر
- 23 ديسمبر – ميكيلي ألبوريتو

## وفيات

### أغسطس
- 12 أغسطس – جانبييرو كومبي (مواليد 1902) لاعب كرة قدم إيطالي.
- 23 أغسطس – تشيني غاليليو (مواليد 1873) رسام إيطالي.

### أكتوبر
- 7 أكتوبر – اوريستي كونتي (مواليد 1919) درّاج طريق إيطالي.

### نوفمبر
- 1 نوفمبر – بييترو بادوليو (مواليد 1871)